# 范廣慧
范廣慧，台灣民歌歌手，曾於1977年獲得台灣第一屆金韻獎的第二名。歌聲清亮，擅長合音，成名曲為《再別康橋》。目前在台北市自閉症家長協會小貝殻工作坊從事公益服務。